# Sotterhausen
Sotterhausen is een plaats en voormalige gemeente in de Duitse deelstaat Saksen-Anhalt, en maakt deel uit van de Landkreis Mansfeld-Südharz.
Sotterhausen telt 250 inwoners.

## Geschiedenis
In een in tussen 881 en 899 opgesteld tiendregister van het Klooster Hersfeld, het Hersfelder Zehntverzeichnis wordt Sotterhausen als tiendplichtig dorp Suderhusa in het gouw Friesenfeld voor het eerst genoemd.
Op 1 januari 2010 werd de toenmalige zelfstandige gemeente Sotterhausen geannexeerd door de stad Allstedt.

## Bestuurlijke indeling
Soterhausen was bestuurlijk onderdeel van:
| Van        | Tot        | Als                  | Van                                         |
| ---------- | ---------- | -------------------- | ------------------------------------------- |
|            | 03-10-1962 | gemeente             | Landkreis Sangerhausen                      |
| 01-01-1962 | 30-03-1990 | Ortsteil             | Beyernaumburg                               |
| 04-04-1990 | 30-06-2007 | gemeente             | Landkreis Sangerhausen                      |
| 1994       | 31-12-2004 | deelnemende gemeente | Verwaltungsgemeinschaft Kaltenborn          |
| 01-01-2008 | 31-12-2009 | deelnemende gemeente | Verwaltungsgemeinschaft Allstedt-Kaltenborn |
| 01-01-2007 | 31-12-2010 | gemeente             | Mansfeld-Südharz                            |
| 01-01-2010 |            | Ortsteil             | Allstedt                                    |